# Sant Pere de Sorpe
Sant Pere de Sorpe és una església romànica que es troba dins el poble de Sorpe, pertanyent al terme municipal d'Alt Àneu, a la comarca del Pallars Sobirà.
Està situada a l'extrem nord-est del nucli del poble de Sorpe, en el lloc més allunyat de l'entrada del poble des de la carretera.
Té categoria parroquial, però en l'actualitat està agrupada, amb la resta de parròquies del terme i de l'entorn, a la de Sant Vicenç d'Esterri d'Àneu. Pertanyia a l'antic terme de Sorpe.

## Edifici
És un temple romànic de planta basilical llatina amb tres naus i tres absis semicirculars, originalment, dels quals només queda l'absidiola nord, atès que l'absis central fou convertit en la porta d'entrada a l'església, en capgirar, el 1728, la capçalera. El campanar és rectangular, amb porta d'entrada elevada. Destaquen les arcades llombardes de l'absidiola conservada.
A l'interior, destaquen dues piques baptismals romàniques, de pedra, i el retaule de l'altar major, renaixentista, presidit per una talla romànica de sant Pere, tots dos restaurats pel servei de Restauració de la Generalitat de Catalunya. Les pintures romàniques, arrencades en dues campanyes (1929 i 1964) són al Museu d'Art de Catalunya, de Barcelona.

## Pintures

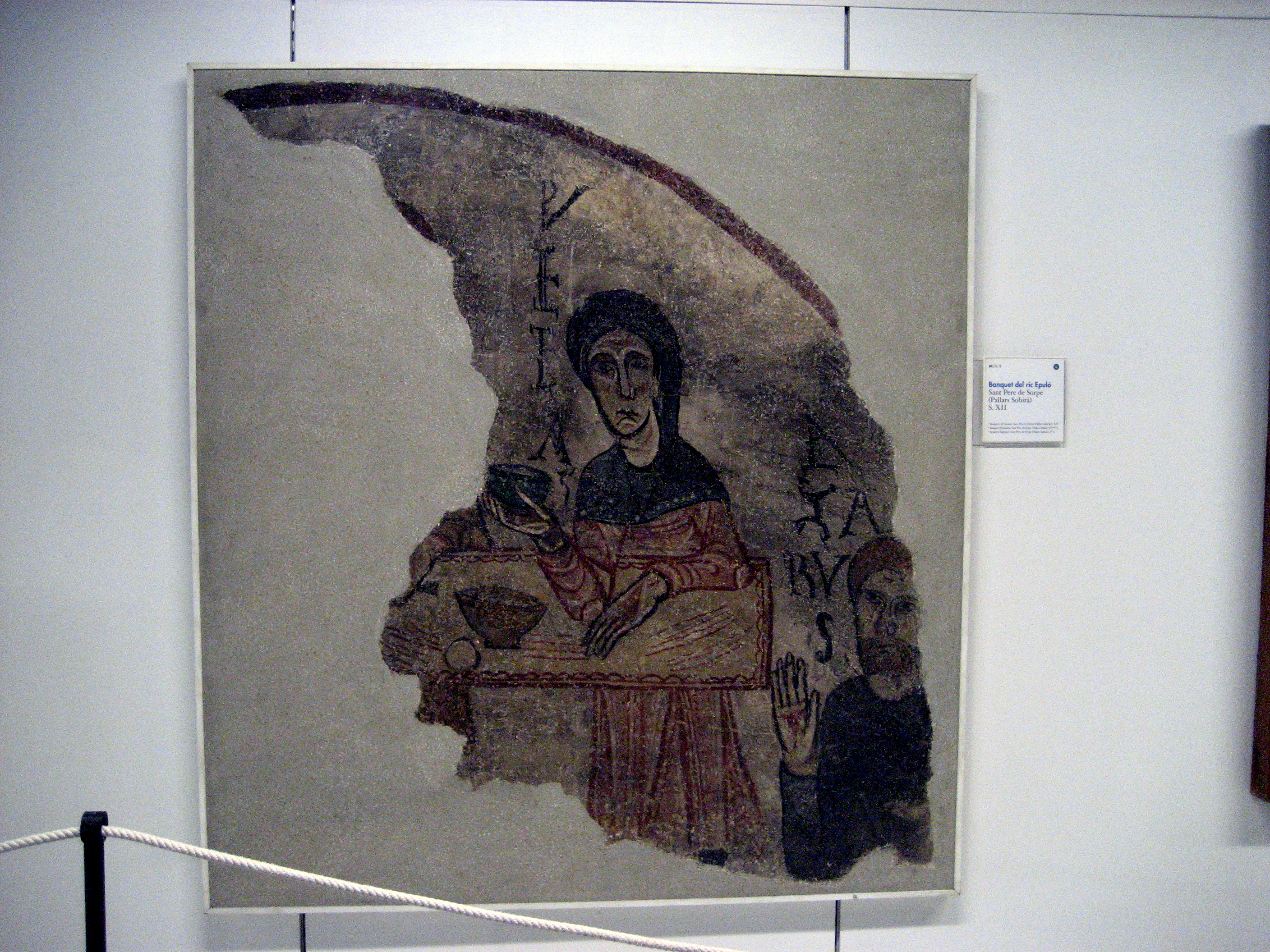
Pintura mural del Banquet del rei Epuló conservat en el Museu Diocesà d'Urgell (Segle XII).

Les seves pintures murals, del segle xii, es conserven al Museu Nacional d'Art de Catalunya (MNAC), a Barcelona i al Museu Diocesà d'Urgell (MDU). Contenen una de les representacions més importants dins de la pintura romànica de Catalunya, realitzada per diferents mestres, el nom dels quals es desconeix, per la qual cosa han estat anomenats "Primer mestre de Sorpe", "Segon mestre de Sorpe" i "Tercer mestre de Sorpe", atès que hi han estat reconeguts, per les diferències de traç i d'estil, almenys tres mestres principals.
Hi ha figuracions de l'Antic i Nou Testament, de l'Esperit Sant, una Mare de Déu en Majestat (molt semblant a la de l'església de Santa Maria de Taüll), diversos apòstols i sants, així com la narració de la vida i mort de Crist. Una de les particularitats és que presenta, entre els motius decoratius, alguns signes del zodíac. Acompanya les pintures tota una sèrie de grafits medievals, en part també conservats en els museus esmentats.

### Les pintures de Sorpe al MNAC
Dins de les Col·leccions online del Museu Nacional d'Art de Catalunya hi ha les imatges següents pertanyents a Sant Pere de Sorpe:
- Anunciació, Naixement i Crucifixió
- Pecat original i Joves abocant un doll d'aigua
- Maria entre l'Església i la Sinagoga i La barca de l'Església
- Creu amb emblemes de la Passió
- Sant i apòstols
- Sant Ambròs i altres figures
- Els sants màrtirs Gervasi i Protasi i l'Esperit Sant
- Sants i una altra figura superposats
- Sant Pastor i el signe del Zodíac de Cranc
- Sant Feliu i el signe del Zodíac de Bessons
- Arcàngel i elefant
- Esperit Sant sobre la creu i dins d'un clipeus
- Arcàngel i el signe del Zodíac de Sagitari
- Conjunt de pintures de Sorpe

## Altres elements romànics
Es conserven en aquesta església dues piques de pedra, totes dues esculpides. Una és baptismal, i està situada en l'antiga absidiola nord, que passà a ser baptisteri des del moment del capgirament de l'església, al segle xviii. L'altra devia ser una pica per a servar-hi els olis sagrats. La baptismal té uns motius decoratius molt elaborats, de motius vegetals barrejats amb ocells, serps i monstres. Els motius decoratius esculpits remeten a un cert barroquisme, a dins d'un romànic ja tardà, clarament del segle xiii.
En canvi, la pica que devia contenir els olis presenta uns motius decoratius molt més simples i primitius, obra, possiblement, d'un artista picapedrer popular. La base d'aquesta pica, a més, segurament procedeix d'una estela com les que es donen al Pallars Sobirà, sobretot a la Vall Ferrera.